# Maximiliano Richeze
Maximiliano Ariel Richeze Araquistain (Buenos Aires, 7 marzo 1983) è un ex ciclista su strada argentino, professionista dal 2006 al gennaio 2023. Velocista, vinse due tappe al Giro d'Italia 2007 e il titolo in linea ai Giochi panamericani 2019 a Lima.

## Carriera

### Gli esordi
Richeze cresce in una famiglia di sportivi: tre fratelli, Roberto Antonio (classe 1981), Mauro Abel (1985) e Ádrian Ezequiel (1989), hanno tutti con un passato nel ciclismo Elite.
Si mise in luce già nelle categorie giovanili, dove le sue doti di velocista gli consentirono di conquistare diverse vittorie sia in patria sia in Italia. Soprattutto nel 2005, quando militava nella formazione dilettantistica Filmop-Parolin-Sorelle Ramonda, riuscì ad imporsi in alcune tra le più importanti corse del calendario, come Astico-Brenta, Circuito del Porto e una tappa al Giro del Veneto e delle Dolomiti; inoltre si aggiudicò anche il Campionato panamericano in linea Under-23.

### 2006-2007: l'esordio daproe le vittorie al Giro d'Italia
I risultati ottenuti tra gli Under-23 gli valsero il passaggio al professionismo nelle file della Ceramiche Panaria-Navigare per la stagione 2006. Già nelle prime gare mostrò le sue qualità e così al Tour de Langkawi agli inizi di febbraio arrivò subito la prima vittoria da professionista. Seguirono poi diversi piazzamenti in gare come la Vuelta a Murcia (due secondi posti di tappa) e il Giro del Trentino (secondo nell'ultima tappa), cosicché venne selezionato per il Giro d'Italia. Nonostante fosse al primo anno da professionista, riuscì a giungere fino a Milano dove, nell'ultima tappa, conquistò il suo miglior piazzamento, giungendo secondo alle spalle del tedesco Robert Förster.
I buoni risultati gli valsero la riconferma in Panaria anche per il 2007, anno in cui riuscì a migliorarsi ulteriormente: vinse nuovamente una tappa del Tour de Langkawi, con numerosi piazzamenti nelle altre frazioni, e una tappa al Giro del Trentino. Venne così nuovamente inserito nella squadra che prese parte al Giro d'Italia. Inizialmente era delegato a partecipare agli sprint unitamente a Paride Grillo ma, già nelle prime frazioni, mostrò un buono stato di forma che gli consentì di piazzarsi costantemente nei primi dieci nelle volate e che lo portò a sfiorare il successo in due occasioni, battuto solo da Alessandro Petacchi. Anche in questo secondo anno portò a termine la "corsa rosa". Successivamente, dopo la squalifica per doping di Petacchi e l'annullamento di tutte le vittorie ottenute nel 2007 dallo spezzino, a Richeze venne assegnato il successo nelle due frazioni in cui era giunto secondo, quella con arrivo a Riese Pio X e quella finale di Milano. La buona condizione mostrata al Giro gli consentì poi di vincere la prima frazione del Giro del Lussemburgo; successivamente, dopo un periodo di riposo, si piazzò due volte terzo in due frazioni del Giro d'Irlanda.

### 2008-2011: la squalifica e il rientro
Alla fine del 2007 la Panaria decise di abbandonare la sponsorizzazione della squadra ciclistica. Richeze venne comunque confermato per il 2008 nella nuova formazione di Bruno Reverberi denominata CSF Group-Navigare. Il 9 maggio 2008, a un giorno dal via del Giro d'Italia, l'argentino fu però accusato di aver assunto sostanze anabolizzanti (lo stanozololo) e quindi escluso dal Giro. Il controllo risaliva all'11 aprile al Circuit de la Sarthe. Sospeso dalla squadra per tre mesi, Richeze venne successivamente squalificato fino al 9 maggio 2010; i risultati ottenuti dal 10 maggio 2008 vennero inoltre annullati.
Scontata la squalifica, nel 2011 Richeze torna alle corse unendosi alla neonata D'Angelo & Antenucci-Nippo, formazione Continental con cui coglie subito dei piazzamenti sul podio nel Tour de San Luis, oltre al sesto posto al Gran Premio Costa degli Etruschi. Nel prosieguo di stagione torna quindi alla vittoria, aggiudicandosi tre vittorie di tappa al Giro di Slovacchia e una al Tour de Kumano.

### 2012: le vittorie con il Team Nippo
Nel 2012 rimane sotto la guida di Alberto Elli, al Team Nippo. Inizia la stagione sudamericana con alcuni piazzamenti tra Vuelta a Chile e Tour de San Luis, mentre in Italia è quinto al Gran Premio Costa degli Etruschi e terzo in una tappa del Giro della Provincia di Reggio Calabria. Alla Vuelta de Mendoza consegue le prime vittorie stagionali, aggiudicandosi tre tappe; vince poi la prova in linea dei campionati panamericani, davanti al fratello Mauro, e una tappa alla Settimana Internazionale Coppi e Bartali
In maggio si aggiudica una frazione al Tour of Japan e una al Tour de Kumano, competizioni in territorio giapponese. Partecipa quindi al Tour de Serbie vincendo tre tappe, sempre allo sprint. Questi risultati lo portano ad essere convocato nella Nazionale argentina per le due prove su strada, in linea e a cronometro, dei Giochi olimpici di Londra. Conclude la stagione al 2º posto del ranking UCI America Tour dietro a Rory Sutherland.

### 2013-2015: Lampre-Merida
Grazie all'ottima stagione al Team Nippo, in cui conquista numerose vittorie, viene ingaggiato dalla squadra World Tour Lampre-Merida per il 2013. In stagione partecipa alla Vuelta a España, ottenendo due secondi posti e due terzi posti di tappa, e il settimo nella classifica a punti della corsa a tappe spagnola; la stagione non gli porta vittorie, ma lo vede pluri-piazzato: Richeze ottiene infatti anche un secondo posto di tappa al Tour of Japan, uno al Giro di Slovenia, tre al Tour of Qinghai Lake e uno all'Eneco Tour.
Nel 2014 prende parte al Tour de France, abbandonando la corsa francese alla sesta tappa, e alla Vuelta a España. Nel 2015 corre il Giro d'Italia e alla Vuelta a España, gara in cui ottiene un quinto posto di tappa. A fine stagione lascia la Lampre per accasarsi alla formazione belga Etixx-Quick Step.

### 2016-2023: Quick Step e UAE Emirates
Nei quattro anni (2016-2019) in cui è alla Quick Step svolge spesso il ruolo di ultimo uomo per i velocisti della squadra, dapprima Marcel Kittel, successivamente Fernando Gaviria, infine Elia Viviani, risultando decisivo nel permettere ai suoi compagni di vincere diverse tappe, specie nei Grandi Giri. Il 10 agosto 2019 vince in volata ristretta il titolo su strada ai Giochi panamericani 2019 a Lima. 
Nel 2020 si trasferisce alla UAE Emirates, squadra in cui è di nuovo attivo come ultimo uomo delle volate di Gaviria; gareggia con la formazione emiratina fino a fine gennaio 2023, quando, al termine della Vuelta a San Juan, dà l'addio alle corse.

## Palmarès

### Strada
- 2003

6ª tappa Clásica del Oeste-Doble Bragado
- 2004

Milano-Bologna
Coppa Messapica
Circuito del Termen - Cimetta di Codogné
2ª tappa Clásica del Oeste-Doble Bragado
2ª tappa Vuelta Líder al Sur
- 2005

9ª tappa Vuelta San Juan
1ª tappa Clásica del Oeste-Doble Bragado
6ª tappa Clásica del Oeste-Doble Bragado
Campionati panamericani, Prova in linea (Under 23)
Circuito del Porto-Trofeo Internazionale Arvedi
Trofeo Comune di Cafasse
2ª tappa Giro del Veneto e delle Dolomiti
Astico-Brenta
Circuito Alzanese
- 2006 (Panaria-Navigare, una vittoria)

1ª tappa Tour de Langkawi
- 2007 (Panaria-Navigare, sei vittorie)

4ª tappa Vuelta a San Juan
2ª tappa Tour de Langkawi
4ª tappa Giro del Trentino
1ª tappa Tour de Luxembourg
18ª tappa Giro d'Italia
21ª tappa Giro d'Italia
- 2008 (CSF Group-Navigare, quattro vittorie)

2ª tappa Tour de San Luis
5ª tappa Circuit de la Sarthe
6ª tappa Presidential Cycling Tour of Turkey
7ª tappa Presidential Cycling Tour of Turkey
- 2011 (D'Angelo & Antenucci-Nippo, quattro vittorie)

1ª tappa Tour de Kumano
1ª tappa Okolo Slovenska
6ª tappa Okolo Slovenska
7ª tappa Okolo Slovenska
- 2012 (Team Nippo, sedici vittorie)

2ª tappa Vuelta a Mendoza
7ª tappa Vuelta a Mendoza
9ª tappa Vuelta a Mendoza
Campionati panamericani, Prova in linea
2ª tappa Tour of Japan
1ª tappa Tour de Kumano
1ª tappa Tour de Serbie
5ª tappa Tour de Serbie
6ª tappa Tour de Serbie
1ª tappa Vuelta a Venezuela
7ª tappa Vuelta a Venezuela
8ª tappa Vuelta a Venezuela
10ª tappa Vuelta a Venezuela
2ª tappa Tour de Hokkaido
3ª tappa Tour de Hokkaido
Classifica generale Tour de Hokkaido
- 2016 (Etixx-Quick Step, una vittoria)

4ª tappa Tour de Suisse (Rheinfelden > Champagne)
- 2017 (Quick-Step Floors, due vittorie)

6ª tappa Vuelta a San Juan (Pocito > Pocito)
7ª tappa Vuelta a San Juan (San Juan > San Juan)
- 2018 (Quick-Step Floors, due vittorie)

4ª tappa Vuelta a San Juan (San José de Jáchal > Valle Fértil/Villa San Agustín)
1ª tappa Presidential Cycling Tour of Turkey (Konya > Konya)
- 2019 (Deceuninck-Quick Step, due vittorie)

Campionati argentini, Prova in linea
Giochi panamericani, Prova in linea

#### Altri successi
- 2008 (CSF Group-Navigare)

Classifica a punti Circuit de la Sarthe
- 2012 (Team Nippo)

Classifica a punti Tour de Kumano
Classifica a punti Tour de Serbie
Classifica a punti Vuelta a Venezuela
Classifica a punti Tour de Hokkaido
- 2016 (Etixx-Quick Step)

1ª tappa Tour de San Luis (El Durazno, cronosquadre)
Classifica a punti Tour de Suisse

### Pista
- 2003

Campionati argentini, Chilometro da fermo
- 2013

Campionati panamericani, Inseguimento a squadre (con Walter Pérez, Mauro Richeze ed Eduardo Sepúlveda)
Campionati panamericani, Scratch

## Piazzamenti

### Grandi Giri
- Giro d'Italia

2006: 138º
2007: 92º
2008: non partito (1ª tappa)
2015: 127º
2017: 148º
2020: ritirato (16ª tappa)
2021: 137º
2022: 142º
- Tour de France

2014: non partito (6ª tappa)
2016: 144º
2018: 135º
2019: 149º
- Vuelta a España

2013: 141º
2014: 138º
2015: 152º
2019: 148º

### Classiche monumento
- Milano-Sanremo

2006: 140º
2007: 111º
2008: 23º
2014: 83º
2015: 93º
2018: 20º
2019: 102º
2020: 119º
2021: 147º
- Giro delle Fiandre

2014: ritirato
2015: ritirato
- Parigi-Roubaix

2013: ritirato
2015: ritirato
- Giro di Lombardia

2008: ritirato

### Competizioni mondiali
- Campionati del mondo su strada

Verona 2004 - In linea Under-23: ritirato
Madrid 2005 - In linea Under-23: 76º
Stoccarda 2007 - In linea: ritirato
Copenaghen 2011 - In linea: 136º
Limburgo 2012 - In linea: ritirato
Toscana 2013 - Cronosquadre: 17º
Ponferrada 2014 - In linea Elite: ritirato
Richmond 2015 - In linea: 65º
Doha 2016 - In linea Elite: 28º
Bergen 2017 - In linea Elite: 131º
- Giochi olimpici

Londra 2012 - In linea: fuori tempo massimo
Rio de Janeiro 2016 - In linea: ritirato
- Campionati del mondo su pista

Saint-Quentin-en-Yvelines 2015 - Inseguimento a squadre: 13º